# Estatua del Oso Paddington
La estatua del Oso Paddington es una escultura de bronce de Marcus Cornish situada en la estación de Paddington de Londres. Hace referencia al oso ficticio de Michael Bond, cuyo nombre viene del de la estación. Fue inaugurada en el año 2000.
La escultura se encuentra en el Andén 1, justo debajo del reloj de la estación. Fue inaugurada el 24 de febrero de 2000 por Michael Bond, creador del Oso Paddington. Actualmente, ocupa su segundo emplazamiento dentro de la estación, ya que fue trasladada desde su ubicación original, junto a las escaleras mecánicas, debido a las obras de renovación. En el obituario de Bond publicado en The Guardian, se describió la estatua como "uno de los pocos monumentos en Londres que despiertan verdadero afecto".

## Descripción
La estatua consiste en el Oso Paddington sentado sobre su maletín de equipaje, que lleva inscrito: "Wanted on voyage", refiriéndose a que el maletín debía viajar con él. Lleva su sombrero característico y, en su cuello, lleva colgado una etiqueta que dice: "Please look after this bear. Thank you." ("Por favor cuida de este oso. Gracias").